# Heuvelland
Heuvelland é um município belga da província de Flandres Ocidental. O município é constituído pelas vilas de Dranouter, Kemmel, De Klijte, Loker, Nieuwkerke, Westouter, Wijtschate e Wulvergem. Heuvelland é um município rural com população escassa, localizado entre os centros urbano de Ieper e Poperinge e a área metropolitana de Kortrijk-Lille ao longo da E17. Em 1 de Janeiro de 2006, o município de Heuvelland tinha uma população de 8.217habitantes, uma área de 94.24 km², correspondendo a uma densidade populacional de
87 habitantes por km². A palavra "heuvelland" significa em neerlandês montanhosa, sendo o município caracterizado pela existência de várias colónias no seu território. O município pertence ao distrito de Ypres.

## Paisagem

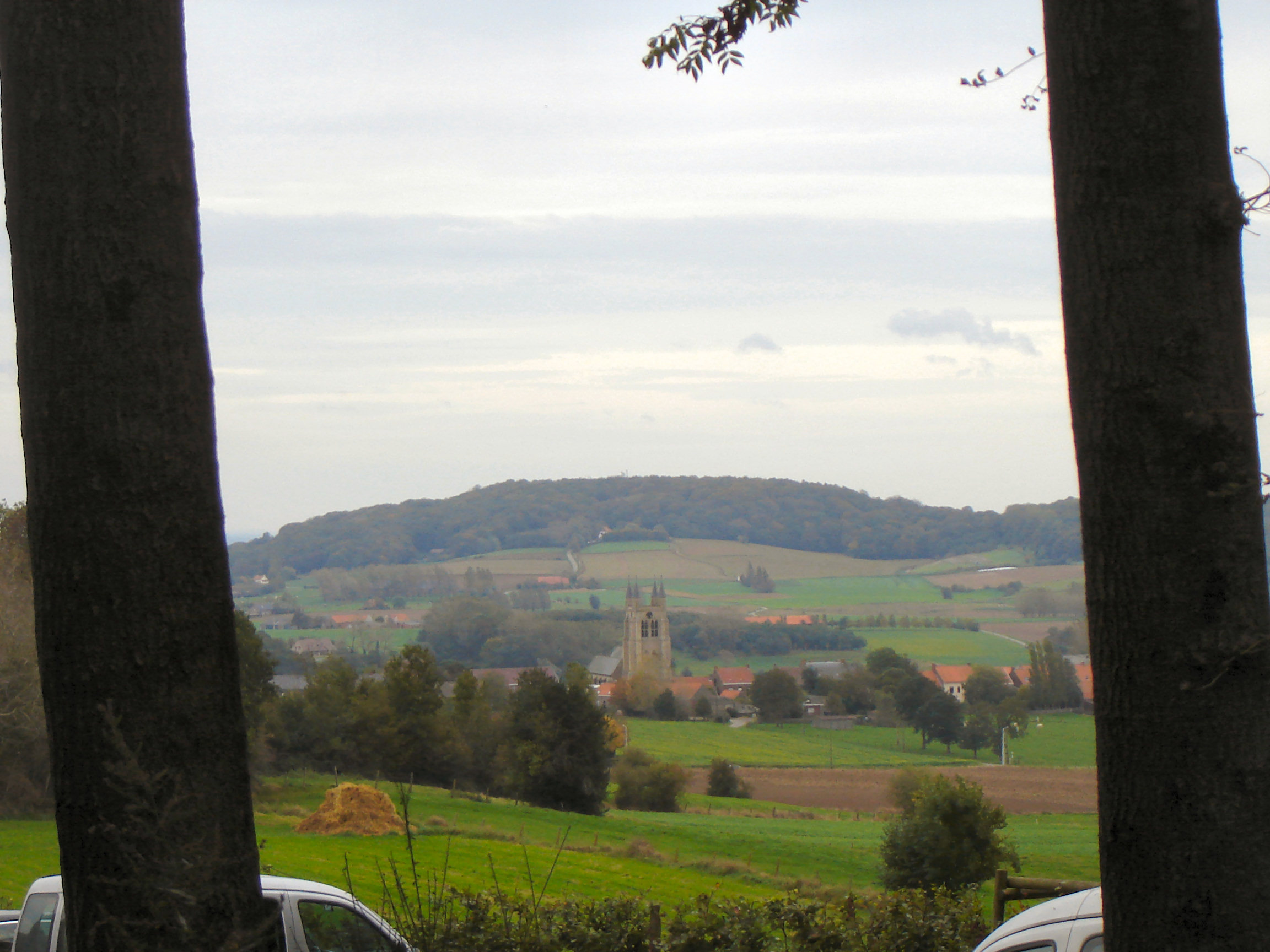
Paisagem, como a vila de Loker é avistada da colina Rodeberg

O município está localizado numa área geográfica conhecida como Montanhas da Flandes Ocidental. O ponto mais elevado do município é o Kemmelberg (154 m); seguido pelo Vidaigneberg (136 m), o Rodeberg (129 m), o Scherpenberg (125 m) e a colina mais baixa (82 m) Wijtschate. Na fronteira com França fica o Zwarteberg.

## Vilas
O município é constituído por oito pequenas aldeias rurais. Até à reforma de 1977, Dranouter, Kemmel, Loker, Nieuwkerke, Westouter, Wijtschate en Wulvergem eram municípios independentes, hoje não são mais que deelgemeentes. De Klijte não era independente e fazia parte do município de Reningelst (antes município, hoje é uma deelgemeente do município de Poperinge).
Kemmel, Wijtschate, Nieuwkerke en Westouter são os localidades mais importantes, possuindo mais de 1000 habitantes cada uma. A câmara municipal e a administração estão localizadas em Kemmel, tal como o posto da polícia, os correios. O pavilhão desportivo e abiblioteca municípal estão localizadas em Wijtschote. O parque municipal para recipientes encontra-se em Nieuwkerke. As outras quatro localidades são mais pequenas e possuem menos serviços.
A tabela abaixo apresenta a divisão administrativa do município de Heuvelland.
| #    | Nome       | Superfície (km²) | População (2001) |
| ---- | ---------- | ---------------- | ---------------- |
| I    | Kemmel     | 12,99            | 1.170            |
| II   | Wijtschate | 26,24            | 2.109            |
| III  | Wulvergem  | 3,50             | 264              |
| IV   | Nieuwkerke | 17,49            | 1.513            |
| V    | Dranouter  | 10,73            | 703              |
| VI   | Loker      | 6,80             | 572              |
| VII  | Westouter  | 11,64            | 1.422            |
| VIII | De Klijte  | 4,93             | 576              |

Fonte: Ruimtelijk structuurplan Heuvelland
Devido à sua relativa extensão, o município de faz fronteira com um número grande de vilas e aldeias:
| - a. Poperinge (city of Poperinge) - b. Reningelst (city of Poperinge) - c. Dikkebus (city of Ieper) - d. Vlamertinge (city of Ieper) - e. Voormezele (city of Ieper) - f. Hollebeke (city of Ieper) - g. Houthem (city of Comines-Warneton) - h. Bas-Warneton (city of Comines-Warneton) |

| - i. Warneton (city of Comines-Warneton) - j. Mesen (city of Mesen) - k. Ploegsteert (city of Comines-Warneton) - l. Nieppe (França) - m. Bailleul (França) - n. Saint-Jans-Cappel (França) - o. Boeschepe (França) |

### Mapa

"Deelgemeenten" de Heuvelland e vilas e aldeias vizinhas. As áreas amareladas são urbanas.

## Habitantes famosos
A ex-integrante da banda belga Hooverphonic, Geike Arnaert, nasceu e cresceu em Westouter.